# Ebrar Karakurt
Ebrar Karakurt (Balkesir, 17 de gener de l’any 2000) és una jugadora professional de voleibol turca, juga en la posició d’oposada atacant. Va formar part de l’equip de Turquia Sub-18.
Quan va superar la majoria d’edat la van seleccionar per l'equip nacional de voleibol femení de Turquia on encara juga. Durant la temporada 2023-24 jugarà amb l’equip Lokomotiv Kaliningrad, amb el dorsal 29.

## Carrera Esportiva

### Posició
L’Ebrar Karakurt no ha tingut una posició fixa durant la seva carrera en l’esport, la jugadora ha anat fent la seva aportació als diferents equips en els quals ha estat des de dues posicions diferents: d’oposada atacant i de punta receptora.

### Història de Clubs
Karakurt va començar jugant al club de voleibol Bursa BŞB, va ser-hi durant dues temporades. Durant la segona temporada tenia una llicència que li permetia jugar al BŞB i al VakifBank.
Al club esportiu VakifBank hi va jugar durant quatre temporades tot i que l’última es va veure interrompuda per la pandèmia del Covid-19. Allí va jugar a l’equip juvenil i més endavant al primer equip de la categoria sènior. Amb l’equip del VakifBank la temporada 2017-18 va guanyar la medalla d’or en la lliga europea de clubs.
El 2020 va canviar de club, va anar al Türk Hava Yollari (THY) on hi va ser només una temporada, en la qual van aconseguir el bronze de la lliga turca.
El següent club al qual va jugar, va ser un italià l'Igor Gorgonzola Novara amb un contracte de dues temporades, la 2021-22 i 2022-23, hi va jugar amb el dorsal 99 el mateix que duu a la selecció.
La temporada 2023-2024 ha començat a jugar en un equip rus anomenat Lokomotiv Kaliningrad, porta el número 29.

### Selecció Turca
L’any 2017 la van cridar perquè formes part de la selecció femenina Turquia Sub-18, on va jugar el mundial d’argentina. Quan va entrar en l’edat adulta la van convocar a la selecció absoluta turca, amb qui el primer any va quedar cinquena de la lliga de nacions.En les temporades posteriors l’equip turc ha obtingut moltes victòries, dues medalles de plata, dues de bronze l’any 2019, en la CEV i la VNL. La temporada 2022-23 és la més destacable, on les “Sultanes de la Xarxa” han aconseguit l’or en dues competicions de les més importants, la Lliga Europea (CEV) i la Lliga de les Nacions (VNL).

## Vida Personal
L’Ebrar Karakurt és una dona lesbiana que mai ha amagat la seva orientació sexual, de fet el govern turc va demanar que se l’expulses de la selecció per aquesta raó, cosa a la qual la federació es va negar a fer.
L'agost del 2021 la jugadora va penjar a les xarxes una foto amb la seva parella. Això va crear molta controvèrsia en les xarxes, provocant moltíssimes crítiques motivades per l'homofòbia, per part de grups conservadors i islamistes. El diari conservador Takvim va titllar la seva orientació sexual “d’escandalosa” i van afirmar que “pot afectar negativament a la joventut de Turquia”. Tot i els missatges negatius, també va rebre molt de suport i missatges positius per part de fans, companyes d’equip, i figures públiques turques, tot i que cap per part de ningú del govern turc. La jugadora turca no ha callat davant dels atacs homòfobs, a les seves xarxes ha penjat missatges defensant-se de les crítiques, després de convertir-se en campiona de la lliga de les nacions va penjar a les xarxes el següent missatge "Soc al cim del món, les vostres crítiques no m'arriben".

## Palmarès

### Clubs
2017-2018 CEV -  Medalla d’or amb el VakifBank
2019 FIVB Campionat Mundial de Clubs -  Medalla de bronze amb el VakifBank

### Selecció Nacional
2017 U23 Mundial -  Medalla d'or
2018 Lliga de les Nacions -  Medalla de plata
2019 Lliga Europea -  Medalla de plata
2021 Lliga de les Nacions -  Medalla de bronze
2021 Lliga Europea -  Medalla de bronze
2023 Lliga de les Nacions -  Medalla d'or 
2023 Lliga Europea -  Medalla d'or

### Individual
2017 FIVB U18 Campionat Mundial - “Millor punta receptora”
2019 FIVB Lliga de les Nacions - “Millor punta receptora”